# Perryville (Kentucky)
Perryville ist eine City des Boyle County im US-amerikanischen Bundesstaat Kentucky. Das U.S. Census Bureau hat bei der Volkszählung 2020 eine Einwohnerzahl von 782 ermittelt. 

## Geographie
Perryville liegt auf 37°39'0" nördlicher Breite und 84°57'1" westlicher Länge. Je 15 Kilometer entfernt liegen Danville im Osten sowie Harrodsburg im Nordosten. In einer Entfernung von rund 90 Kilometern befindet sich Louisville in nordwestlicher Richtung.

## Geschichte
Der Vorläufer des heutigen Perryville war eine am Chaplin River befindliche kleine Festung in der Endphase der Amerikanischen Revolution. Da die Umgebung landwirtschaftlich nutzbar war, kamen weitere Siedler in die Gegend. Zu Ehren des Marineoffiziers Oliver Hazard Perry, der als Held der Schlacht auf dem Eriesee bekannt war, wurde der Ort „Perryville“ genannt.
Am 8. Oktober 1862 waren die Felder westlich der Stadt Schauplatz der Schlacht bei Perryville, auch „Schlacht am Chaplin River“ genannt. Die Schlacht führte trotz eines Sieges zur Aufgabe Kentuckys durch die Konföderierten. Im Perryville Battlefield State Park wird der Schlacht in Form eines Reenactment in jedem Jahr gedacht.
1961 wurde Perryville ein National Historic Landmark und wurde 1973 in das National Register of Historic Places aufgenommen.

## Demografische Daten
Im Jahre 2010 wurde eine Einwohnerzahl von 751 Personen ermittelt, was eine Abnahme um 1,6 % gegenüber dem Jahr 2000 bedeutet. Das Durchschnittsalter der Bewohner betrug 2010 40,3 Jahre und lag damit fast auf dem Durchschnittswert des Staates Kentucky, der 40,1 Jahre betrug.